# Нововасилевка (Софиевский район)
Нововасилевка (укр. Нововасилівка) — село,
Нововасилевский сельский совет,
Софиевский район,
Днепропетровская область,
Украина.
Код КОАТУУ — 1225285201. Население по переписи 2001 года составляло 447 человек .
Является административным центром Нововасилевский сельский совета, в который, кроме того, входят сёла
Базавлучок,
Жёлтое,
Новые Ковна,
Нововитебское,
Новоподольское,
Отрубок и
Терноватка.

## Географическое положение
Село Нововасилевка находится на расстоянии до 3-х км от сёл Жовтневое, Садовое и Базавлучок.
По селу протекает пересыхающий ручей с запрудой.
Через село проходит автомобильная дорога Т-0419.